# Hatta
Hatta là một thành phố và khu đô thị của quận Damoh thuộc bang Madhya Pradesh, Ấn Độ.

## Địa lý
Hatta có vị trí 21°44′B 80°15′Đ / 21,73°B 80,25°Đ Nó có độ cao trung bình là 282 mét (925 feet).

## Nhân khẩu
Theo điều tra dân số năm 2001 của Ấn Độ, Hatta có dân số 28.508 người. Phái nam chiếm 53% tổng số dân và phái nữ chiếm 47%. Hatta có tỷ lệ 69% biết đọc biết viết, cao hơn tỷ lệ trung bình toàn quốc là 59,5%: tỷ lệ cho phái nam là 77%, và tỷ lệ cho phái nữ là 61%. Tại Hatta, 15% dân số nhỏ hơn 6 tuổi.